# May Pang
May Fung Yee Pang (龐鳳儀 / 庞凤仪) (New York, 24 ottobre 1950) è una scrittrice statunitense, nota per essere stata l’assistente personale e l'amante di John Lennon per un breve periodo durante gli anni settanta.
Nel 1973 Lennon e Yoko Ono si separarono, e Lennon e Pang ebbero una relazione sentimentale che durò circa 18 mesi, periodo al quale Lennon in seguito si riferirà come il suo "Lost Weekend". May Pang produsse in seguito due libri circa la sua relazione con Lennon: Loving John (Warner, 1983) e il libro fotografico Instamatic Karma (St. Martins, 2008). May Pang è stata sposata con il produttore Tony Visconti dal 1989 al 2000 ed ha avuto due bambini, Sebastian e Lara.

## Biografia
May Pang, figlia di immigrati cinesi, crebbe nel quartiere Spanish Harlem di New York insieme alla sorella maggiore e a un fratellastro (entrambi nati in Cina). La madre della Pang gestiva una lavanderia della zona, ma la famiglia Pang fu costretta a trasferirsi quando il condominio dove vivevano fu destinato alla demolizione trasferendosi in un appartamento tra la 97ª Strada e la 3rd Avenue, a Manhattan.
Dopo essersi diplomata alla Saint Michael Academy, la Pang frequentò il New York City Community College. Aveva ambizioni di diventare una modella, ma tutte le agenzie di modelle le dicevano che era troppo "etnica". Nel 1970, iniziò a lavorare a New York come receptionist alla ABKCO Records, nell'ufficio di Allen Klein, che all'epoca gestiva gli interessi della Apple Records e di tre ex Beatles: Lennon, George Harrison, e Ringo Starr.
Durante questo periodo le venne chiesto di aiutare Lennon e sua moglie Yoko Ono a curare i loro progetti artistici d'avanguardia, come i film sperimentali Up Your Legs Forever e Fly. Successivamente divenne la segretaria personale e factotum della coppia sia a New York che in Inghilterra, il che la portò a diventare una collaboratrice fissa dei coniugi Lennon quando si trasferirono da Londra a New York nel 1971.

## Weekend perduto
Lennon chiamava la sua relazione con la Pang, durata 18 mesi e nella quale ella divenne la sua amante, il suo "Lost Weekend" (Weekend perduto), con riferimento agli omonimi romanzo e film dallo stesso titolo.
Nell'estate del 1973, Lennon e Yoko Ono ebbero dei problemi matrimoniali e decisero di separarsi per un periodo di riflessione. La Ono suggerì alla Pang di diventare la "compagna" di John. Yoko motiverà in seguito il fatto spiegando che se non avesse incoraggiato May Pang a stare con Lennon, lui probabilmente si sarebbe staccato definitivamente da lei, iniziando a vedersi con altre donne. Nell'ottobre 1973, Lennon e la Pang lasciarono New York per recarsi a Los Angeles per la promozione dell'album Mind Games, quindi decisero di fermarsi in loco, vivendo momentaneamente a casa di amici.
Durante questo periodo Lennon fu molto attivo dal punto di vista artistico: iniziò la registrazione di un album di vecchie cover di rock 'n' roll sotto la produzione di Phil Spector e uno di nuovo materiale da lui composto, e produsse i dischi di altri artisti come Pussy Cats di Harry Nilsson. Frequenti erano anche le nottate di baldorie alcoliche insieme agli amici Keith Moon, Ringo Starr e Nilsson.

### Incontro con Paul McCartney e Julian
Il periodo di separazione da Yoko fu per Lennon anche un periodo di profonda depressione e crisi emotiva, ma fu proprio la Pang che gli diede il coraggio necessario per affrontare i familiari (soprattutto il primo figlio Julian) e gli amici. Paul McCartney e Lennon si incontrarono infatti per suonare insieme per la prima volta dalla separazione dei Beatles. Paul e Linda McCartney visitarono la coppia il 28 marzo 1974. Il 31 marzo, furono raggiunti da Stevie Wonder, Harry Nilsson, Jesse Ed Davis e Bobby Keys per una jam session presso la casa al mare che Lennon aveva a Santa Monica, Los Angeles. Da queste estemporanee sessioni venne ricavato un celebre bootleg (vedi A Toot and a Snore in '74).
Inoltre, Lennon programmò anche una visita al figlio, Julian Lennon, per la prima volta in quasi quattro anni. Julian incominciò a vedere suo padre più regolarmente, suonando la batteria nel brano Ya Ya dell'album di Lennon del 1974 Walls and Bridges. Lennon gli regalò una chitarra Gibson Les Paul e una batteria per il Natale del 1973, e lo incoraggiò alla musica insegnandogli qualche accordo.
Nel giugno 1974, Lennon e May Pang fecero ritorno a New York, di lì a qualche mese, Lennon si riconciliò con Yoko Ono e tornò a vivere con lei.

### I libri di May Pang su Lennon
Quando Lennon tornò dalla Ono, la Pang iniziò a lavorare per la United Artists Records e la Island Records come addetta alle pubbliche relazioni, lavorando su album di Bob Marley e Robert Palmer.

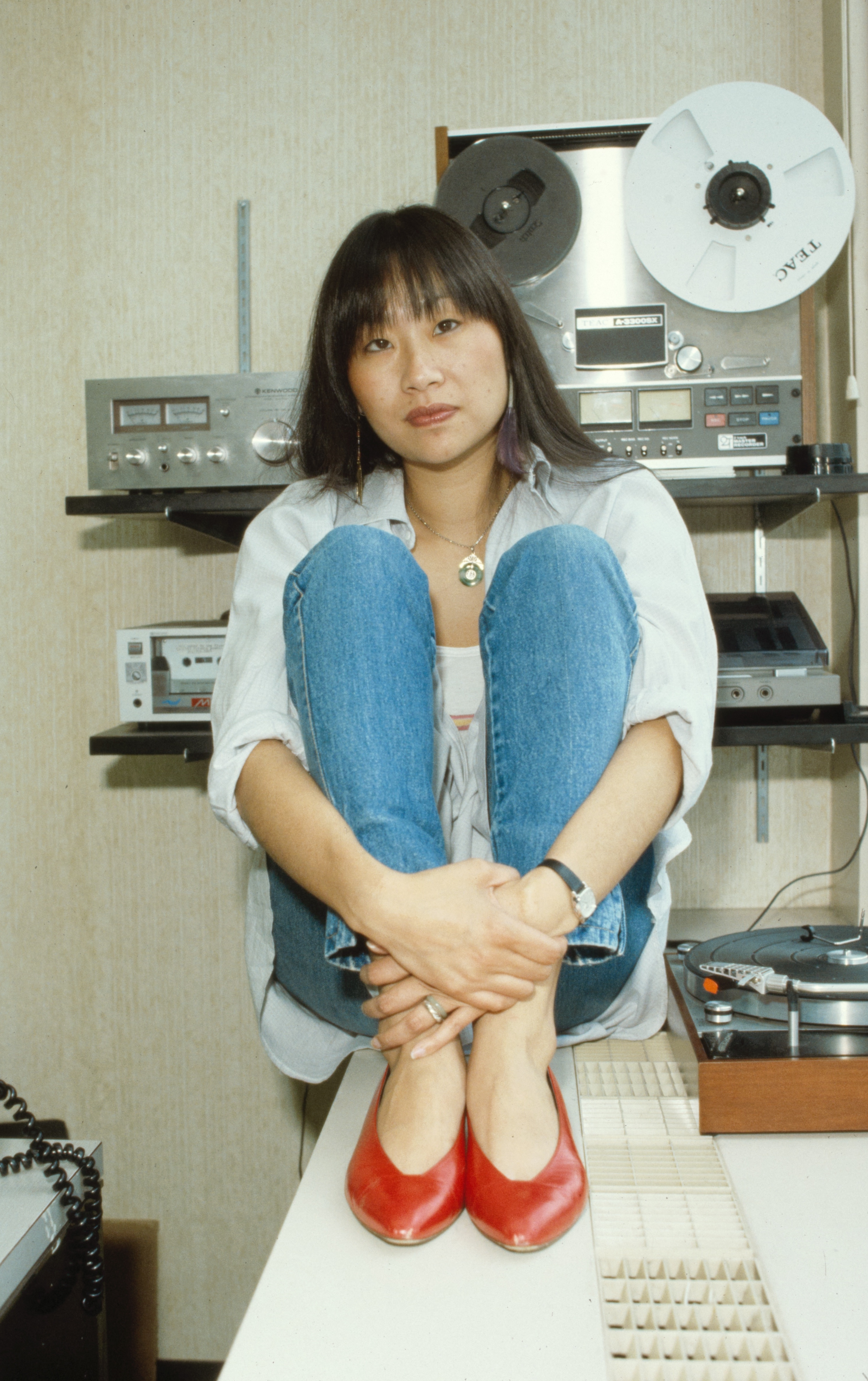
May Pang nel 1983

La Pang pubblicò il suo primo libro di memorie, Loving John, nel 1983. In seguito il libro è stato rinominato John Lennon: The Lost Weekend. Accorciata di circa duecento pagine, la nuova versione si focalizza maggiormente sugli aspetti quotidiani della relazione sentimentale tra i due. Oltre a descrivere dettagliatamente il periodo trascorso con l'ex Beatle, la Pang afferma che lei e Lennon rimasero amanti fino al 1977, e che rimasero in contatto fino alla morte di lui nel 1980.
Il libro fotografico Instamatic Karma, venne pubblicato nel 2008. In esso sono presenti numerose fotografie della coppia e anche qualche scatto storicamente rilevante come Lennon mentre firma l'atto ufficiale di dissoluzione dei Beatles, e l'ultima fotografia conosciuta che ritrae insieme Lennon e Paul McCartney.

## Vita privata
Nel 1989 May Pang sposò il celebre produttore discografico Tony Visconti, storico collaboratore di David Bowie; la coppia divorziò nel 2000. Dal matrimonio nacquero due figli, Sebastian e Lara. 
May Pang vive con i figli a New York, dove produce una linea di gioielli Feng Shui.